# Едуардо Меса
Едуардо Меса (на испански: Eduardo Meza) е мексикански продуцент на теленовели, реализирал цялата си кариера в медийната компания Телевиса.

## Кариера
През цялата си кариера Меса работи заедно с мексиканската продуцентка Роси Окампо, на която е дясната ръка в продукциите ѝ.
Едуардо Меса започва кариерата си през 1998 г. като продуцент на младежките теленовели El diario de Daniela, Amigos por siempre, Rayito de luz, Aventuras en el tiempo, Cómplices al rescate, Веселяци и сърдитковци, Misión SOS, а също и реалити предаването Código F.A.M.A..
Между 2008 и 2015 г. работи с Окампо върху комедийните теленовели Глупачките не отиват на небето, Заради нея съм Ева, Толкова богати бедняци и По-скоро мъртва, отколкото Личита.
В драматичния жанр продуцира теленовелите Любов без грим, Силата на съдбата, Да лъжеш, за да живееш и първия сезон на Двойният живот на Естела Карийо, на които изпълнителен продуцент е Роси Окампо.
През 2017 г., след като Окампо е назначена за корпоративен вицепрезидент на компания Телевиса, Меса дебютира като изпълнителен продуцент на теленовелата Готин баща, в която участват Себастиан Рули, Маите Перони и Марк Тачер.

## Творчество

### Изпълнителен продуцент
- Доня Флор и нейните двама съпрузи (2019)
- Готин баща (2017-2018)[3]

### Продуцент
- Двойният живот на Естела Карийо (2017)
- По-скоро мъртва, отколкото Личита (2015-2016)
- Толкова богати бедняци (2013-2014)
- Да лъжеш, за да живееш (2013)
- Заради нея съм Ева (2012)
- Силата на съдбата (2011)
- Хамелеони (2009-2010)
- Глупачките не отиват на небето (2008)
- Любов без грим (2007)
- Най-красивата грозница (2006/07)
- Мисия SOS (2004/05)
- Веселяци и сърдитковци (2003/04)
- Приятели в спасяването (2002)
- Приключения във времето (2001)
- Лъч светлина (2000/01)
- Приятели завинаги (2000)
- Дневникът на Даниела (1998/99)

### Асистент-продуцент
- Martín Garatuza (1986)

### Продуцент (предавания)
- Código F.A.M.A. (2003-2005) 4 сезона

## Награди и номинации
Награди TVyNovelas (Мексико)
| Година | Категория            | Теленовела                      | Резултат  |
| ------ | -------------------- | ------------------------------- | --------- |
| 2018   | Най-добра теленовела | Готин баща                      | Номиниран |
| 2018   | Най-добър екип       | Готин баща                      | Номиниран |
| 2018   | Най-добър екип       | Двойният живот на Естела Карийо | Номиниран |